# Lamachus dispar
Lamachus dispar är en stekelart som först beskrevs av Holmgren 1857.  Lamachus dispar ingår i släktet Lamachus och familjen brokparasitsteklar. Arten är reproducerande i Sverige. Inga underarter finns listade i Catalogue of Life.